# جورج کاکبرن، بارونت دهم
جورج کاکبرن، بارونت دهم (انگلیسی: Sir George Cockburn, 10th Baronet; ۲۲ آوریل ۱۷۷۲ – ۱۹ اوت ۱۸۵۳) فرد نظامی اهل پادشاهی متحد بریتانیای کبیر و ایرلند بود. وی همچنین برندهٔ جوایزی همچون همکار انجمن سلطنتی شده‌است.